# Sayadaw
Sayadaw (birm. ဆရာတော်, IPA [sʰəjàdɔ̀]; dosł. królewski nauczyciel) – birmański zwrot grzecznościowy dodawany do imienia buddyjskiego duchownego dla wyrażenia szczególnego szacunku.
Tytuł ten wywodzi się z czasów, gdy szczególnie wykształceni, biegli w znajomości kanonu palijskiego lub technik medytacji mnisi byli nauczycielami synów królewskich. Obecnie określenia Sayadaw używa się wobec starszych wiekiem lub szczególnie szanowanych członków Sanghy, w tym przełożonych klasztorów.